# Artaxias Mamicônio
Artaxias (em latim: Artaxias; em armênio: Արտաշես; romaniz.: Artašēs) ou Artavasdes III (em latim: Artavasdes; em armênio: Արտաւազդ; romaniz.: Artawazd) foi um asparapetes (comandante-em-chefe) do Reino da Armênia do século IV e um dos membros da família Mamicônio.

## Nome
Artaxes (Αρτάξης, Artáxēs), Adeser (Αδεσήρ, Adesēr), Artaxer (Αρταξηρ, Artaxḗr), Artaxares (Αρταξάρης, Artaxárēs), Artaser (Αρτασήρ, Artasḗr), Artasires (Αρτασείρης, Artaseírēs), Artaxas (Αρτάξας, Artáxas) e Artaxias (Αρταξίας, Artaxías) são as formas gregas do parta e persa médio Ardaxir ou Artaxir (𐭠𐭥𐭲𐭧𐭱𐭲𐭥, Ardaxšīr ou Artaxšīr) e do armênio Artaxir (Արտաշիր, Artašir) e Artaxes (Արտաշէս, Artašēs; surgido da forma não atestada *Artašas). Esses nomes derivam do persa antigo Artaxaça (𐎠𐎼𐎫𐎧𐏁𐏂𐎠, Artaxšaçā) ou o iraniano antigo Artaxatra (*R̥ta-xš-ira-), que significa "cujo reinado é através da verdade". Sua grafia em persa antigo também foi helenizada e latinizada como Artaxerxes (Αρταξέρξης, Artaxérxēs).
Por sua vez, Artavasdes, Artoasdes ou Artabazo (Artabazus) são as formas latinas do armênio Astavasde (em armênio/arménio: Արտաւազդ, Artawazd), que derivou do avéstico Axavasda (Ašavazdah-), "aquele que promove a justiça", através do iraniano antigo *Artavasda (*Artavazdah). Foi registrado em persa médio como *Ardevaste (*Ard-vast), em grego como Artabasdo (Αρτάβασδος, Artábasdos), Artauasdes (Αρταουάσδης, Artaouásdēs), Artabazes (Αρτάβαζης, Artábazēs) e Artabazo (Αρτάβαζος, Artábazos) e em árabe como Artabatus (em árabe: ارتاباتوس).

## Vida
Artaxias, segundo Fausto, o Bizantino, ou Artavasdes, segundo a Vida de São Narses, era o filho de Manuel Mamicônio, o regente do Reino da Armênia. Segundo Fausto, permaneceu ao lado de seu pai na luta contra o rei Varasdates (r. 374–378) e em 378 participou na Batalha de Carenitis, onde quase matou o rei com sua lança antes de ser impedido por Manuel. Em 386, em seu leito de morte, Manuel concedeu o ofício de asparapetes e seus domínios a Artaxias.